# Rena Graf
Rena Graf (* 26. April 1966 in Baku als Rena Mamedova) ist eine deutsche Schachspielerin aserbaidschanischer Herkunft. Seit 1999 trägt sie den FIDE-Titel Großmeisterin der Frauen (WGM).

## Schach
Rena Mamedova wuchs in Aserbaidschan auf, spielte für Usbekistan viele Schachturniere, an denen auch Alexander Graf teilnahm, und heißt seit der Saison 2001/02 Rena Graf, nachdem sie Alexander Graf heiratete.
Gemeinsame Turniere waren:
- Open in Groningen 1994 (6 aus 11), Alexander Graf holte 7 Punkte.[3]
- Chania open 7th - Chania 1997 (6 aus 9), Alexander Graf erzielte 6,5 Punkte.[4]
- Recklinghäuser Schachtage 1998, Open (5,5 aus 9), Saidali Iuldachev war Erster. Graf spielte im GM-Turnier.[5]
- Dubai open 2000 (4,5 aus 9), Graf war geteilter Erster.[6]

Außerdem spielte sie bei der 2. Europameisterschaft der Frauen 2001 in Warschau (6 aus 11) und nahm am Vierländerkampf der Frauen 2001 in Halle (Saale) teil.

### Nationalmannschaft
Rena Graf trat für die usbekische Frauenmannschaft bei den Schacholympiaden 1994 in Moskau und 1998 in Elista sowie bei den asiatischen Mannschaftsmeisterschaften 1995 in Singapur und 1999 in Shenyang an.

### Vereine
Nach ihrer Übersiedlung nach Deutschland spielte sie von 2000 bis 2002 (zunächst unter dem Namen Rena Mamedova, in der Saison 2001/02 unter dem Namen Rena Graf) für den Dresdner SC, mit dem sie 2002 die Bundesliga der Frauen gewann. In der Saison 2002/03 war sie ebenfalls im Kader gemeldet, bestritt aber keinen Wettkampf.

### Sonstiges
Rena Grafs Elo-Zahl beträgt 2314 (Stand: Januar 2017), sie wird jedoch als inaktiv geführt, da sie seit der Frauen-Bundesliga 2001/02 keine gewertete Partie mehr gespielt hat. Ihre höchste Elo-Zahl von 2353 hatte sie von Oktober 2000 bis April 2001.